# Loi du 28 mars 1928 relative à la constitution des cadres et effectifs de l'armée

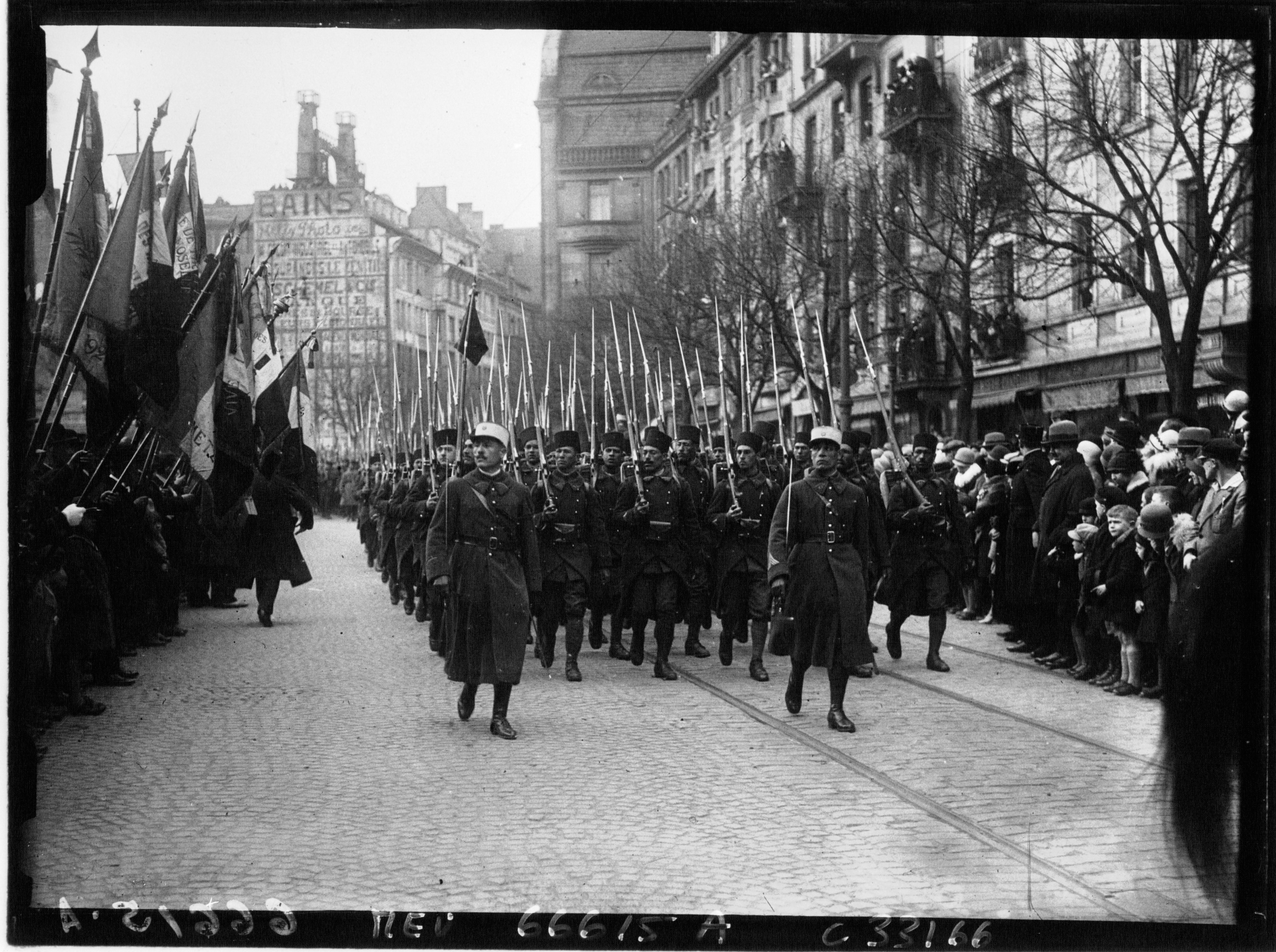
À Metz en 1929, tirailleurs algériens du 23e régiment de la 2e division d'infanterie nord-africaine, une des divisions des Forces mobiles.

La Loi du 28 mars 1928 relative à la constitution des cadres et effectifs de l'armée, réorganise l'armée française. Elle fixe le nombre des divisions d'infanterie à 20 et celui des divisions de cavalerie à 5. Ces unités dites de Forces du Territoire, qui selon la loi du 13 juillet 1927 sur l'organisation générale de l'armée doivent chacune mettre sur pied en cas de mobilisation une division de réserve de série A et une autre de série B. Elles sont renforcées par les Forces mobiles : deux divisions d'infanterie nord-africaine, une division coloniale blanche et deux divisions mixtes sénégalaises.
Le faible nombre de divisions disponibles est lié à l'apparition de l'idée de la construction d'une ligne fortifiée pour protéger les frontières françaises, la future ligne Maginot, ainsi qu'au sentiment de la faiblesse militaire allemande d'alors.